# Liste der Baudenkmäler in Schönbrunn im Steigerwald
Auf dieser Seite sind die Baudenkmäler in der oberfränkischen Gemeinde Schönbrunn im Steigerwald zusammengestellt. Diese Tabelle ist eine Teilliste der Liste der Baudenkmäler in Bayern. Grundlage ist die Bayerische Denkmalliste, die auf Basis des Bayerischen Denkmalschutzgesetzes vom 1. Oktober 1973 erstmals erstellt wurde und seither durch das Bayerische Landesamt für Denkmalpflege geführt wird. Die folgenden Angaben ersetzen nicht die rechtsverbindliche Auskunft der Denkmalschutzbehörde.
 Diese Liste gibt den Fortschreibungsstand vom 24. Oktober 2024 wieder und enthält 14 Baudenkmäler.

## Baudenkmäler nach Gemeindeteilen

### Schönbrunn im Steigerwald
| Lage                                 | Objekt                                    | Beschreibung | Akten-Nr.     | Bild           |
| ------------------------------------ | ----------------------------------------- | --- | ------------- | -------------- |
| Nähe Friedhofsweg (Standort)         | Kruzifix                                  | Ende 19. Jahrhundert | D-4-71-186-16 | BW             |
| Pfarrgasse 7 (Standort)              | Katholische Pfarrkirche Mariä Himmelfahrt | Viergeschossiger Chorflankenturm, 14. Jahrhundert, Obergeschosse und welsche Haube, 1736, Saalbau mit Walmdach, neubarock, 1922 von Otto Schulz, Sakristeianbau; mit Ausstattung | D-4-71-186-1  | weitere Bilder |
| Riedleite (Standort)                 | Heiligenhäuschen                          | Pyramidendach mit Ziegeln, zweite Hälfte 18. Jahrhundert | D-4-71-186-2  | BW             |
| Zettmannsdorfer Straße 13 (Standort) | Wohnhaus                                  | Zweigeschossiger Mansardhalbwalmdachbau, genutete Eckpilaster, Fensterbankgesimse, bezeichnet „1837“                                                                             | D-4-71-186-3  | BW             |

### Frenshof
| Lage                                | Objekt                              | Beschreibung                                                                                            | Akten-Nr.     | Bild           |
| ----------------------------------- | ----------------------------------- | --- | ------------- | -------------- |
| Frenshofer Hauptstraße 2 (Standort) | Ehemaliges Amtshaus, heute Gasthaus | Zweigeschossiger Mansardwalmdachbau mit Ecklisenen, Wappenkartusche über dem Eingang, bezeichnet „1743“ | D-4-71-186-13 | weitere Bilder |
| Kapellenplatz 1 (Standort)          | Katholische Kapelle                 | Dreiseitig geschlossener Saalbau mit Satteldach und Glockenreiter, bezeichnet „1894“; mit Ausstattung   | D-4-71-186-14 | weitere Bilder |

### Grub
| Lage                             | Objekt                           | Beschreibung | Akten-Nr.    | Bild |
| -------------------------------- | -------------------------------- | --- | ------------ | ---- |
| Gruber Hauptstraße 23 (Standort) | Katholische Kapelle St. Trinitas | Saalbau aus Bruchsteinmauerwerk, abgesetzte Taufkapelle, Satteldach, Giebelreiter mit Zwiebelhaube, 1951; mit alter Ausstattung | D-4-71-186-4 | BW   |
| Gruber Hauptstraße 28 (Standort) | Wegkapelle                       | Pyramidendach mit Ziegeln, Mitte 18. Jahrhundert                                                                                | D-4-71-186-5 | BW   |

### Halbersdorf
| Lage                                    | Objekt                          | Beschreibung | Akten-Nr.     | Bild |
| --------------------------------------- | ------------------------------- | --- | ------------- | ---- |
| Halbersdorfer Hauptstraße 9 (Standort)  | Hofanlage                       | Ehemaliges Wohnstallhaus, eingeschossiger, giebelständiger Satteldachbau, Putzfassade mit Stichbogenrahmen und Ecklisenen, Sandstein, 3. Viertel 19. Jhd. | D-4-71-186-17 | BW   |
| Halbersdorfer Hauptstraße 9 (Standort)  | Holzlege                        | Zweigeschossiger Frackdachbau, 1908 | D-4-71-186-17 | BW   |
| Halbersdorfer Hauptstraße 9 (Standort)  | Stadel                          | Eingeschossiger, verputzter Massivbau mit Satteldach, Lisenengliederung und Thermenfenstern, 1927                                                         | D-4-71-186-17 | BW   |
| Halbersdorfer Hauptstraße 15 (Standort) | Bauernhaus                      | Zweigeschossiger, verputzter Fachwerkbau mit Satteldach und geohrten Holzfensterrahmen, 1. Drittel 18. Jhd.                                               | D-4-71-186-6  | BW   |
| Halbersdorfer Hauptstraße 24 (Standort) | Ehemaliges Gasthaus Steigerwald | Zweigeschossiger, giebelständiger Satteldachbau, bezeichnet „1786“, mit Veränderungen                                                                     | D-4-71-186-7  | BW   |

### Steinsdorf
| Lage                                   | Objekt              | Beschreibung                                                                                 | Akten-Nr.    | Bild           |
| -------------------------------------- | ------------------- | -------------------------------------------------------------------------------------------- | ------------ | -------------- |
| Steinsdorfer Hauptstraße 25 (Standort) | Katholische Kapelle | Pilastergliederung, Dachreiter mit Spitzhelm, um 1900, Inneres modernisiert; mit Ausstattung | D-4-71-186-9 | weitere Bilder |

### Zettmannsdorf
| Lage                                                                          | Objekt              | Beschreibung                                                     | Akten-Nr.     | Bild |
| ----------------------------------------------------------------------------- | ------------------- | ---------------------------------------------------------------- | ------------- | ---- |
| Zettmannsdorfer Hauptstraße 19 (Standort)                                     | Katholische Kapelle | Satteldach mit Giebelreiter, neuromanisch, 1894; mit Ausstattung | D-4-71-186-10 | BW   |
| Zettmannsdorfer Hauptstraße 19, gegenüber der katholischen Kapelle (Standort) | Kruzifix            | Zweite Hälfte 19. Jahrhundert                                    | D-4-71-186-11 | BW   |